# District d'Abuta

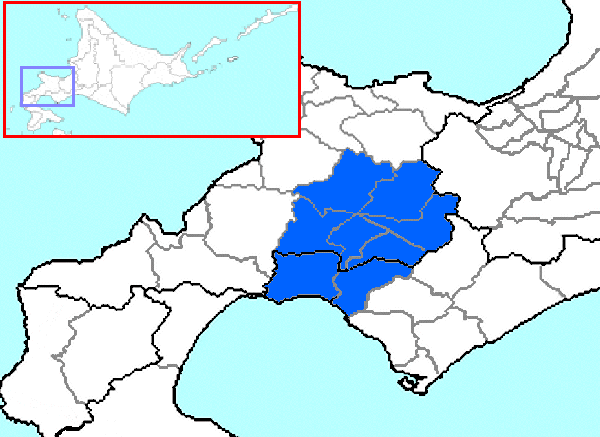
Emplacement du district d'Abuta dans les sous-préfectures d'Iburi et Shiribeshi.

Le district d'Abuta (虻田郡, Abuta-gun) est un district des sous-préfectures d'Iburi et Shiribeshi, situé sur l'île de Hokkaidō, au Japon.

## Géographie

### Situation
Le district d'Abuta est situé dans la partie sud-est de la sous-préfecture de Shiribeshi et dans la partie ouest de la sous-préfecture d'Iburi, au sud-ouest de Sapporo, sur l'île de Hokkaidō, au Japon.

### Démographie
Au 1er avril 2015, la population du district d'Abuta était estimée à 43 883 habitants, répartis sur une superficie totale de 1 527,84 km2 (densité de population d'environ 29 hab./km2).

### Divisions administratives

#### Bourgs et villages
- Sous-préfecture d'Iburi
  - Tōyako
  - Toyoura
- Sous-préfecture de Shiribeshi
  - Kimobetsu
  - Kutchan
  - Kyōgoku
  - Makkari
  - Niseko
  - Rusutsu